# Meyrin
Meyrin – szwajcarskie miasto i gmina (fr. commune; niem. Gemeinde) w kantonie Genewa. Graniczy z Francją. Mieści się tutaj główna siedziba Europejskiej Organizacji Badań Jądrowych CERN.

## Demografia
W Meyrin mieszka 26 129 osób. W 2020 roku 44% populacji gminy stanowiły osoby urodzone poza Szwajcarią.

## Transport
Przez teren miasta przebiegają autostrada A1 oraz drogi główne nr 101, nr 107 i nr 109.
Na terenie miasta leży część portu lotniczego Genewa-Cointrin.